# Li Sao

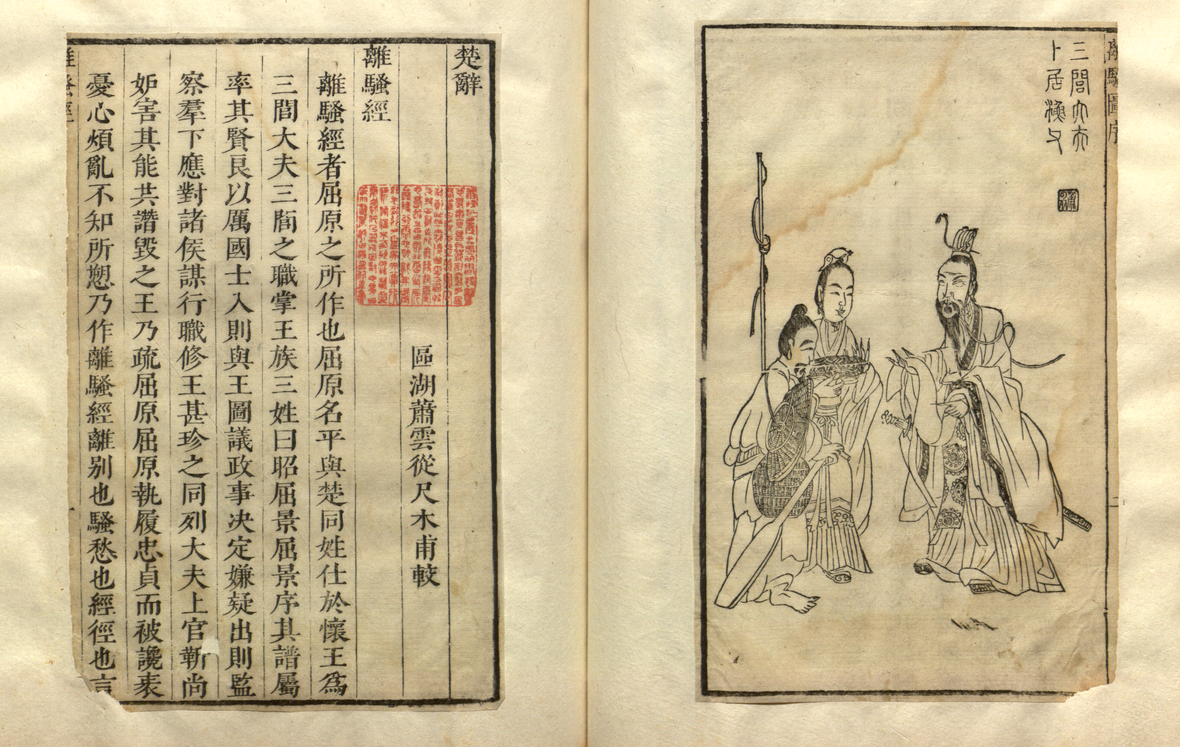
Pagina del poema Li Sao

Li Sao (cinese: 離騷T, Lí SāoP, "Tormenti dell'esilio" o "Incontro al dolore") è un componimento emblematico ed innovativo per la tradizione poetica-letteraria cinese: esso è costituito da 373 versi e circa 2400 caratteri, ciò lo rende una delle più lunghe liriche scritte fino a quel momento. Lo stile utilizzato dal suo autore, Qu Yuan, è il fu, spesso tradotto come rapsodia  (賦): una sorta di prosa rimata, che si diffonde soprattutto durante la dinastia Han (206 a.C.-220 d.C.), in questi componimenti un oggetto, un sentimento o una materia vengono descritte nei loro minimi dettagli e da differenti punti di vista; il lessico è vario e include l'uso di parecchi vocaboli aulici e arcaici. Un'altra caratteristica è che parti in versi di varia lunghezza vengono alternate a parti in prosa, facendo largo utilizzo di allitterazioni e onomatopee; come opera rappresentativa della tradizione poetica di Chu, l'autore fa uso inoltre di molte metafore riprese per esempio dalla tradizione daoista. I temi fondamentali che costituiscono questa lunga lirica sono:
- il cadere vittima da parte di Qu Yuan degli intrighi di corte e il suo conseguente esilio;
- il suo desiderio di rimanere puro dalla corruzione dilagante presente a corte;
- il suo lamento per la graduale perdita di libertà, indipendenza e potenza della sua patria.

Il lungo componimento ha inizio con la presentazione dell'autore stesso dall'infanzia alla sua situazione attuale in esilio e in seguito procede con il resoconto di un fantastico viaggio sia fisico che mistico con spiriti e divinità attraverso i paesaggi dell'antica Cina, reale e mitologica; questa concezione e descrizione del viaggio sarà determinante e influenzerà gli autori postumi. Tuttavia Li Sao è anche un'allegoria politica, in cui l'autore lamenta che il suo senso di giustizia, purezza e onore sono inapprezzati e inutili in un ambiente corrotto: affermando ciò il poeta vuole far riferimento al suo ingiusto esilio causato da ministri moralmente corrotti.